# Клюпфель, Владислав Филиппович
Владислав Филиппович Клюпфель (1796—1885) — генерал от кавалерии, генерал-адъютант, директор Павловского кадетского корпуса, инспектор Военно-учебных заведений Российской империи. Действительный член Русского географического общества с 19 сентября (1 октября) 1845 года.

## Биография
Родился в 1796 году в Вене, где отец его был советником посольства.
С началом Отечественной войны 1812 года Клюпфель из Института инженеров путей сообщения поступил юнкером в лейб-гвардии Драгунский полк и за боевое отличие в сражении под Полоцком был награждён Знаком отличия Военного ордена и 6 августа произведён в прапорщики. Затем Клюпфель принимал участие во всех боях, ведённых корпусом Витгенштейна, и изгнании Наполеона, а в Заграничных кампаниях 1813—1814 годов участвовал в сражениях под Дрезденом, Кульмом (за это сражение германский император наградил его особым Железным крестом), Лейпцигом, Монмиралем, Фер-Шампенуазом и Парижем. Среди наград, полученных им за войны против Наполеона, были ордена св. Анны 4-й степени и св. Владимира 4-й степени с бантом.
Оставшись по окончании войн с Наполеоном на военной службе, Клюпфель был переведён в Подольский кирасирский полк (впоследствии лейб-гвардии Кирасирский Его Величества полк), 12 мая 1829 года пожалован флигель-адъютантом к Его Императорскому Величеству.
Приняв участие в усмирении польского восстания 1830—1831 годов, за боевое отличие в эту кампанию 6 октября 1831 года Клюпфель был произведён в генерал-майоры и награждён Польским знаком отличия за военное достоинство (Virtuti Militari) 3-й степени. В 1834 году Клюпфель был назначен командиром лейб-гвардии Кирасирского Его Величества полка, которым образцово командовал последующие девять лет. 29 ноября 1837 года за беспорочную выслугу 25 лет в офицерских чинах был награждён орденом св. Георгия 4-й степени (№ 5518 по кавалерскому списку Григоровича — Степанова).
Произведённый 11 апреля 1843 года в генерал-лейтенанты, Клюпфель был назначен сперва директором Павловского кадетского корпуса, а в 1847 году — инспектором военно-учебных заведений. На этих постах Клюпфель явился сторонником не царившей тогда беспощадной суровости, а мягкости отношений начальников к их малолетним подчинённым и сердечного внимания к их нуждам и интересам. Клюпфель выступал за смягчение взысканий, налагаемых на кадетов, и о всестороннем улучшении их быта. С такими идеями Клюпфель объехал все тогдашние военно-учебные заведения, направляя дело воспитания в них сообразно своим взглядам.
21 апреля 1861 года произведён в генералы от кавалерии. 7 декабря 1867 года пожалован генерал-адъютантом к Его Императорскому Величеству и назначен членом Александровского комитета о раненых.
Умер в Ревеле 22 августа 1885 года.

## Награды
Среди прочих наград Клюпфель имел ордена:
- Орден Святого Станислава 1-й степени (1839 год)
- Орден Святой Анны 1-й степени (1841 год)
- Орден Святого Владимира 2-й степени (1846 год)
- Орден Белого орла (1851 год)
- Орден Святого Александра Невского (17 апреля 1858 года, алмазные знаки к этому ордену пожалованы 30 августа 1876 года)
- Орден Святого Владимира 1-й степени (1883 год)